# Mitchell Parish
Mitchell Parish (* 10. Juli 1900 als Michael Hyman Pashelinsky in Litauen; † 31. März 1993 in New York City) war ein amerikanischer Liedtexter. Er schrieb u. a. den Text für "Stardust" mit Hoagy Carmichael und "Sophisticated Lady" von Duke Ellington.

## Leben und Wirken
Mitchell Parish stammte aus einer 1901 aus Litauen eingewanderten jüdischen Familie. Er wuchs in Louisiana auf, später zog die Familie nach New York. In den späten 1920er Jahren begann Parish in der Tin Pan Alley als Songwriter zu arbeiten; dort spezialisierte er sich darauf, Liedtexte für Instrumentalstücke und ausländische Hits zu schreiben. Sein erster großer Erfolg war "Sweet Lorraine" im Jahr 1928, der auf einem Instrumentalstück von Cliff Boswell basierte.
Am bekanntesten wurde sein Song "Stardust", den er 1929 mit Hoagy Carmichael schrieb. Obwohl der Impresario Irving Mills (der nie eine Zeile Liedtext geschrieben hatte) und Duke Ellington ihre Namen unter "Mood Indigo" setzten, stammte der Swing-Klassiker tatsächlich von Barney Bigard und Parish. 1932 schrieb er für die Boswell Sisters den Hit "Sentimental Sisters from Georgia" mit der Musik von Frank Perkins. Die beiden schrieben auch den Cab-Calloway-Erfolgstitel "The Scat Song". Im folgenden Jahr entstand mit Carmichael "One Morning in May". 1934 lieferte er den Text für Ellingtons "Sophisticated Lady". 1934 erneuerten Parish und Perkins ihre Zusammenarbeit und schufen den Titel "Stars Fell on Alabama", der bald zu einem Jazz-Standard werden sollte. Dies gilt auch für das 1935 entstandenen Lied "Stairway to the Stars". 1939 schrieb er den Song "Deep Purple" zur Melodie von Peter DeRose. Große Hits waren auch "Volare", "Moonlight Serenade" für Glenn Miller (1939) und "Sleigh Ride". Im Jahr 1987 wurde auf dem Broadway eine Revue mit dem Titel "Stardust" mit Mitchell Parishs Songs aufgeführt; sie hatte 101 Vorführungen und lief bis 1999.
Er starb im Alter von 92 Jahren in Manhattan und liegt auf dem Beth David Cemetery in Elmont, New York begraben.